# Hans Platzgumer

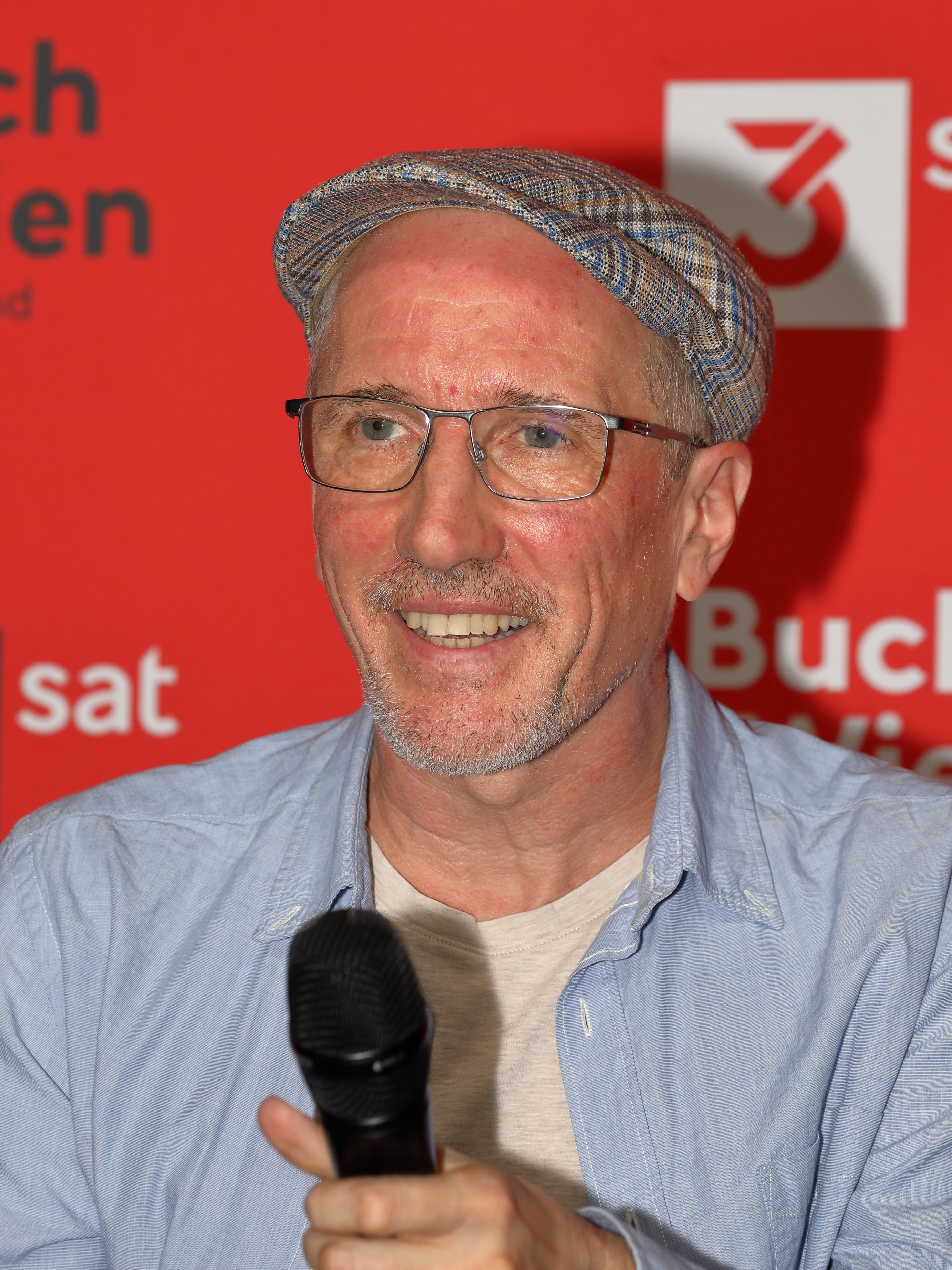
Hans Platzgumer (2024)

Hans Platzgumer (* 1969 in Innsbruck; eigentlich Johann Platzgummer) ist ein österreichischer Schriftsteller, Komponist, Musiker und Produzent.

## Leben
Bereits ab 1983 spielte er Gitarre und sang in Innsbrucker Punkbands wie Funktaxi, Nylon, Capers, später KÖB (Wien) oder „Platzlinger“ mit Peter Hollinger (Berlin). Nachdem er am Innsbrucker Konservatorium Gitarre studiert hatte, schloss er in den späten 1980er-Jahren ein Diplomstudium der Elektroakustik in Wien ab und zog nach West-Berlin. 1989 übersiedelte er mit dem Bassisten Frank Puempel (eigentlich Andi Pümpel) nach New York und gründete dort die Rockband H.P. Zinker, die er mit wechselnden Mitmusikern als Sänger und Gitarrist bis 1995 betrieb. Anschließend war er Teil der Hamburger Band Die Goldenen Zitronen.
Seit 1999 arbeitete er verstärkt in den Bereichen Theatermusik und Hörspiel. Von seinen Erlebnissen zwischen 1987 und 2004 erzählt Platzgumer detailliert in dem autobiografischen Roman Expedition. Die Reise eines Underground-Musikers in 540 KB. Seit den 2000er-Jahren arbeitet Platzgumer neben seiner Komponistentätigkeit vor allem als Autor. Er lebt mit Frau und zwei Kindern größtenteils in Lochau bei Bregenz.

## Literarische Arbeiten
Über seine Musik zu Hörspielen fand Platzgumer zum Schreiben. Neben Zeitschriften-Artikeln und Beiträgen zu Sammelbänden sind mehrere Romane und Prosawerke (Novelle, Essay) erschienen.
Im Gegensatz zu Platzgumers erstem Roman Expedition, der deutlich autobiografische Züge hatte, ist sein zweiter Roman Weiß eine fiktive Geschichte. Das Buch handelt von einem Aussteiger aus der westlichen Leistungsgesellschaft, der in der Arktis seinen inneren Frieden sucht. Zur Recherche reiste Platzgumer selbst in die Arktis. Parallel dazu entstand das Hörspiel Etwa 90 Grad, das drei Nordpolexpeditionen beschreibt. Sein dritter Roman Der Elefantenfuß, der 25 Jahre nach der Katastrophe von Tschernobyl spielt, erschien zufällig am 11. März 2011, dem Tag, als Erdbeben und ein Tsunami in Japan zu der Nuklearkatastrophe von Fukushima führten. Der Roman erfuhr dadurch besondere Beachtung.

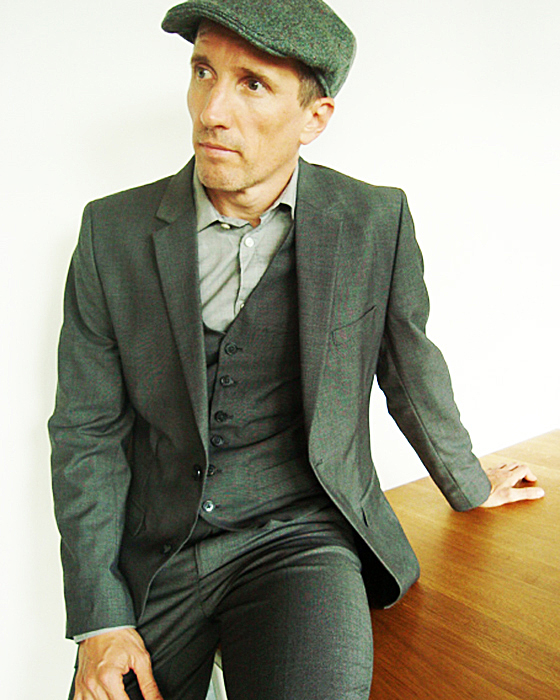
Hans Platzgumer (2014)

Im Frühjahr 2012 erschienen die Novelle Trans-Maghreb (Limbus), die ein Eisenbahnprojekt in Libyen beschreibt, das von den Wirren des Arabischen Frühlings zerschlagen wird und der zusammen mit Didi Neidhart verfasste Essay Musik=Müll. Trans-Maghreb wurde 2014 als Operninszenierung bei den Bregenzer Festspielen aufgeführt. Im gleichen Jahr erschien der Roman Korridorwelt. Wieder nahm Platzgumer ein reales Ereignis – in diesem Fall das Northridge-Erdbeben 1994 – und erzählte vor diesem Hintergrund die fiktive Geschichte eines Straßenmusikers in Los Angeles.
Im Februar 2016 erschien Am Rand im Wiener Paul Zsolnay Verlag. Der 42-jährige Protagonist Gerold Ebner schreibt, auf einem Berg sitzend, seine Erinnerungen nieder. Sie sollen am Gipfel zurückbleiben, um irgendwann gefunden und gelesen zu werden, während Ebner sich nach der Fertigstellung in die Tiefe stürzen will. Der Roman kreist um die Frage nach dem richtigen Handeln und um den Unterschied zwischen richtig und gesetzeskonform.
- Expedition. Die Reise eines Underground-Musikers in 540 KB. Innsbruck: Skarabaeus, 2005; ISBN 978-3-7082-3188-4
- Weiß, Roman. Innsbruck: Skarabaeus 2008; ISBN 978-3-7082-3235-5
- Der Elefantenfuß. Innsbruck: Limbus 2011; ISBN 978-3-902534-43-9
- Trans-Maghreb: Novelle vom Bauträger Anton Corwald. Innsbruck: Limbus 2012; ISBN 978-3-902534-55-2
- Hans Platzgumer / Didi Neidhart: Musik=Müll, Essay. Innsbruck: Limbus 2012; ISBN 978-3-902534-65-1
- Korridorwelt, Roman. Hamburg: Nautilus 2014; ISBN 978-3-89401-786-6
- Am Rand, Roman. Wien: Zsolnay 2016; ISBN 978-3-552-05769-2
- Drei Sekunden Jetzt, Roman. Wien: Zsolnay 2018; ISBN 978-3-552-05885-9
- Willkommen in meiner Wirklichkeit!, mit Illustrationen von Christoph Abbrederis, Milena-Verlag, Wien 2019, ISBN 978-3-903184-43-5
- Bogners Abgang. Roman. Wien: Zsolnay 2021; ISBN 978-3-552-07204-6
- Großes Spiel. Roman. Wien: Zsolnay 2023; ISBN 978-3-552-07357-9
- Die ungeheure Welt in meinem Kopf. Roman. Ester & Salis, Wien 2024, ISBN 978-3-9505435-2-0.
- What Goes Up Must Come Down. Kleine Geschichte der Popmusik. Bahoe Books, Wien 2025, ISBN 978-3-903478-41-1.

## Musik

### Gitarren (bis 1995)
Platzgumers erste musikalische Hauptphase stand im Zeichen der Gitarre und der Rockmusik. 1987 veröffentlichte er sein Debütalbum „Tod der CD!“. Das inzwischen vergriffene Album erschien als Vinyl-Schallplatte und wurde Ende 2007 als Download-Album auf dem Label Echokammer wiederveröffentlicht.
Von 1989 bis 1995 spielte Platzgumer bei der in New York angesiedelten Rockband H.P. Zinker.

### Elektronik (1995–2004)
Nach seiner Rückkehr nach Europa wandte sich Platzgumer der elektronischen Musik zu.
Er veröffentlichte in dieser Phase unter seinem eigenen Namen sowie unter Pseudonymen wie Aura Anthropica, Seperator oder Fingerfood auf Labels wie Disko B, Cheap, L’age d’or, Hausmusik, Playhouse oder Domino Records zahlreiche Alben und Maxi-Singles und begann als DJ in Technoklubs zu arbeiten.
Er gründete auch mehrere neue Bands und Projekte:
Queen of Japan (* 1999) war ein Trio mit der Sängerin Catriona Shaw (alias Koneko) und dem Bassisten Albert Pöschl (alias Jason Arigato). Platzgumer selbst trat unter dem Namen Jo Ashito in Erscheinung. Die Band wurde mit ihrem Electroclash und Mashups durch die Compilation-CD „As Heard on Radio Soulwax Pt. 2“ (2manydjs) bekannt. Queen of Japan haben mehrere Alben mit Coverversionen bekannter Hits der 1970er- und 1980er-Jahre in einem ironisch-trashigen Synthesizerpop-Stil veröffentlicht, darunter Songs wie „I Was Made for Loving You“ und „I Love Rock’n’Roll“. 2007 wurde Queen of Japan aufgelöst und in anderer Besetzung als King of Japan neu gegründet.
Shinto (* 1999) ist ein Duo mit dem japanischen Sänger CaMi Tokujiro und steht im Zeichen ethnologischer elektronischer Popmusik. Die Band veröffentlichte bislang fünf Alben und gibt an, sich konzeptionell nach zehn Jahren aufzulösen.
hp.stonji (* 2003) ist ein Laptop-Duo mit dem deutschen Elektroniker e.stonji und fokussiert auf Soundforschung/Elektro sowie multimediale Soundinstallationen.
e:gum (* 2005) ist ein Elektropop-Trio mit Catriona Shaw (Queen of Japan) und Jens Döring (e.stonji).
Daneben entstanden Kollaborationen mit Musikern wie Gerhard Potuznik (Cube & Sphere) oder Dr. Nachtstrom (Platzgumer vs. Nachtstrom).
Ganz untreu wurde Platzgumer der Rockmusik auch in dieser Zeit nicht. Seit 1995 ist er Mitglied des Hamburger Punk-Kollektivs Die Goldenen Zitronen, an deren Alben „Economy Class“ und „Deadschool Hamburg“ er maßgeblich beteiligt war, seither jedoch eine inaktive Rolle einnimmt.

### Mischformen (ab 2004)
Seit Mitte der 00er-Jahre machte Platzgumer parallel Gitarrenmusik und elektronische Musik.
Bereits 2002 beschloss er, wieder zur Gitarre zu greifen. Statt mit einem Revival von H.P. Zinker, das ihm von vielen Seiten nahegelegt wurde, startete Platzgumer unter dem Namen Convertible neu. 2004 erschien das erste Album „Convertible“. Es folgten 2006 „Frailty of Win – Strength of Defeat“ und 2007 „Convertible 3“ (mit Polina Lapkovskaya/Bass und Tom Wu/Schlagzeug). Musikalisch entfernte sich Convertible immer weiter von elektronischen Einflüssen, bis mit „ALH84001“ (2010) und „The Growing Of Things“ (2013) zwei mehr oder weniger rein akustische „unplugged“-Alben erschienen (mit Chris Laine am Bass).
Platzgumer spielt seither nur mehr akustische Gitarren, sowie Klavier, Mandoline, Violoncello und eine Irish Bouzuki. Daneben veröffentlicht er als Aura Anthropica, sowie daneben mit hp.stonji, e:gum, Shinto oder unter seinem eigenen Namen weiterhin elektronische Musik. 2015 legte er mit dem instrumentalen, großteils akustischen Soloalbum „Miniaturen“ sein konzeptionell letztes CD-Album vor, das er beim Donaufestival/Krems präsentierte und live in Kollaboration mit Videokünstlern wie Pipilotti Rist oder Georg Gaigl aufführt. In Interviews gibt Platzgumer an, Musik, wenn überhaupt, in Zukunft nur mehr als Downloads veröffentlichen zu wollen.

### Soundtrackarbeiten
Schon in den frühen 1990er-Jahren arbeitete Platzgumer in Los Angeles an Filmmusik. Seit 1999 ist er intensiv im Bereich Hörspiel (unter anderem für BR, SWR, NDR, ORF und Deutschlandradio) und Theater (unter anderem für das Nationaltheater Mannheim, die Münchner Kammerspiele, das Residenztheater München und das Schauspielhaus Dresden) aktiv. Er hat Musik zu Texten von u. a. Marcel Proust, Henrik Ibsen, Albert Ostermaier, David Harrower, Roland Schimmelpfennig, William Shakespeare, Anton Tschechow, Theresia Walser, Kathrin Röggla, Falk Richter oder Paulus Hochgatterer gemacht. Dabei handelt es sich meist um digitale Soundscapes mit atmosphärischer Wirkung, ab 2005 zeigt sich jedoch auch hier verstärkt ein Einsatz klassischer Instrumente wie Klavier, Ziehharmonika, Mandoline oder Gitarre sowie exotischer Instrumente wie Oud oder Kora. Einige seiner über 70 Soundtracks sind auch auf CD erschienen und mit Preisen ausgezeichnet worden. Mit dem Autor Albert Ostermaier, dem Videokünstler Georg Gaigl sowie den Regisseuren Ulrich Lampen und Burkhard C. Kosminski verbindet ihn eine regelmäßige Zusammenarbeit.

### Liste von Theater- und Hörspielarbeiten (Auswahl)
- Tief Oben (Willi Hengstler, Extrafilm, A, 1993)
- Radio Noir (Albert Ostermaier, BR, D, 1999)
- Wanderwörter (Christian Geißler, SWR, D, 2001)
- Shonen A (Tokujiro/Platzgumer, BR, D, 2001)
- Combray (Marcel Proust, BR, D, 2003)
- Unter Eis (Falk Richter, NDR, D, 2005)
- Biometrische Freiheit (Neidhart/Platzgumer, ORF, 2005)
- Die Süße des Lebens (Paulus Hochgatterer, SWR, Regie: Steffen Moratz, Herbst 2007)
- Baumeister Solness (Henrik Ibsen, Nationaltheater Mannheim, Regie: Burkhard Kosminski, Premiere: 29. Februar 2008)
- Etwa 90 Grad (Hans Platzgumer, BR, 2008)
- Eine Familie / August: Osage County (Tracy Letts, Nationaltheater Mannheim, Regie: Burkhard Kosminski, DSE: 31. Oktober 2008)
- Des Teufels General (Carl Zuckmayer, Staatstheater Dresden, Regie: Burkhard Kosminski, 2010)
- Peer Lügt! (Oper von Hans Platzgumer und Volker Schmidt, Neuköllner Opernhaus Berlin, Regie: Volker Schmidt, Februar 2010)
- Was Ihr Wollt (12th Night) (Shakespeare, Nationaltheater Mannheim, Regie: Burkhard Kosminski, Juni 2010)
- Die Möwe (Anton Tschechow, Staatsschauspiel Dresden, Regie: Burkhard Kosminski, Januar 2011)
- Gyges und sein Ring (Friedrich Hebbel, Residenztheater München, Regie: Nora Schlocker, Premiere: 21. Dezember 2011)
- iHo (Tony Kushner, Nationaltheater Mannheim, Regie: Burkhard Kosminski, DSE: 21. Januar 2012)
- Der Kirschgarten (Anton Tschechow, Nationaltheater Mannheim, Regie: Burkhard Kosminski, Premiere: 20. Juni 2014)
- Die Arbeit der Nacht (Thomas Glavinic, NDR, ORF, Regie: Ursula Scheidle, Dezember 2014)
- Das schwarze Wasser (Roland Schimmelpfennig, Nationaltheater Mannheim, Regie: Burkhard Kosminski, UA: 10. Januar 2015)

## Auszeichnungen
- 2007: Emil-Berlanda-Preis für zeitgenössische Musik.[19]
- Mehrere Auszeichnungen für Hörspielarbeiten, darunter einen New York City Radio Award.
- Literaturstipendien in Rom, Berlin, Montreal und Sri Lanka.
- 2004: Goldene Schallplatte für die Arbeit mit André Heller.
- 2016: Am Rand wurde für den Deutschen Buchpreis nominiert[20] und war mehrere Monate auf der ORF-Bestenliste.[21]
- 2022: Otto-Grünmandl-Literaturpreis.

## Sonstiges
- Platzgumer hat seit 1987 mehr als 50 Alben veröffentlicht und über 1000 Konzerte gegeben. 2005 erschien als Retrospektive die Doppel-CD Expedition 87-04 mit einem Querschnitt durch sein Schaffen.
- Zwei einflussreiche US-Independent-Labels starteten mit Platten, an denen Platzgumer beteiligt war. Die Mini-LP …And There Was Light von H.P. Zinker erschien 1989 als Katalognummer 001 von Matador Records, die LP Perserverance von H.P. Zinker 1992 als Katalognummer 001 von Thrill Jockey. Das von Stefan Sagmeister gestaltete Cover von H.P. Zinkers Album Mountains of Madness wurde 1995 für einen Grammy nominiert.
- Als Remixer arbeitete Platzgumer u. a. für Tuxedomoon, Towa Tei, Tocotronic und Amon Düül, als Produzent war er u. a. für die deutsche Band Tocotronic (Es ist egal, aber) und André Heller (Ruf & Echo) tätig.
- 2008 fungierte Platzgumer als Juror beim Protestsongcontest.[22]
- Als Kurator war Platzgumer beim Brechtfestival tätig.[23]
- Mit dem Kulturanthropologen Richard Schwarz realisiert Platzgumer in unregelmäßigen Abständen interaktive multimediale Arbeiten und Soundinstallationen.

## Diskografie (Auswahl)
- 1987: Hans Platzgumer: Tod der CD! (Extraplatte) (Re-Release 2008, Echokammer)
- 1988: KÖB: Wake Up Square (Buback)
- 1989: H.P. Zinker: ...And There Was Light (Matador Records)
- 1990: H.P. Zinker: Beyond It All (Roughneck)
- 1992: H.P. Zinker: Perseverance (Thrill Jockey)
- 1993: H.P. Zinker: Staying Loose. A Compilation (Fire)
- 1995: H.P. Zinker: Mountains of Madness (Energy)
- 1996: Die Goldenen Zitronen: Economy Class (Sub-Up)
- 1997: Hans Platzgumer: Aura Anthropica (L’age d’or)
- 1998: Die Goldenen Zitronen: Dead School Hamburg (Cooking Vinyl)
- 1999: Cube & Sphere: Great Norwegian Explorers (Disko B)
- 2000: Hans Platzgumer: Datacard (Disko B/Seperator)
- 2001: Hans Platzgumer: Denial of Service (Disko B/Heimelektro Ulm)
- 2002: Hans Platzgumer: Software (Doxa Records)
- 2003: Marcel Proust/Peter Zwetkoff/Hans Platzgumer: Combray (Hörverlag)
- 2004: Convertible: Convertible (Universal)
- 2005: hp.stonji: mélaina cholé (Spezialmaterial)
- 2006: Convertible: Frailty of Win – Strength of Defeat (Monkey)
- 2007: hp.stonji: Syntonum (Konkord)
- 2008: Hans Platzgumer: Musiken für Theater (Konkord)
- 2009: Hans Platzgumer: Soundtrack (Konkord)
- 2010: Convertible: ALH84001 (Konkord)
- 2013: Convertible: The Growing Of Things (Konkord)
- 2015: Hans Platzgumer: Miniaturen (Konkord)
- 2018: Convertible: Holst Gate (Noise Appeal Records)